# عاشق جنگ
عاشق جنگ (به انگلیسی: The War Lover) یک فیلم جنگی سیاه‌وسفید بریتانیایی محصول سال ۱۹۶۲ به کارگردانی فیلیپ لیکاک و نویسندگی هاوارد ئی کخ بر اساس رمانی از جان هرسی در سال ۱۹۵۹ است که نام شخصیت‌ها و رویدادها را تغییر داده اما چارچوب اصلی خود را حفظ کرده‌است. در این فیلم استیو مک‌کوئین، رابرت واگنر و شرلی آنی فیلد به ایفای نقش پرداخته‌اند.
در سال ۲۰۰۳، سونی پیکچرز فیلم را رنگی کرد اما تا به امروز نسخه رنگی آن هرگز به صورت ویدئویی منتشر نشده‌است.

## اکران
این فیلم در سال ۱۹۶۱ فیلمبرداری شد و در ۲۵ اکتبر ۱۹۶۲ در ایالات متحده منتشر شد. این فیلم در ژوئن ۱۹۶۳ در لندن اکران شد.